# Burgos (Italia)
Burgos es un municipio de 1.068 habitantes de la provincia de Sassari. Tiene gran interés histórico su castillo, mandado construir en 1129 por el juez de Torres Gonario. El 31 de diciembre de 2004, el municipio tuvo una población de 1.023 y un área de 18.3 kilómetros cuadrados (7.1 millas cuadradas).

## Evolución demográfica
| Gráfica de evolución demográfica de Burgos entre 1861 y 2001 |
|                                                              |
| Fuente ISTAT - elaboración gráfica de Wikipedia              |